# Sekularyzm
Sekularyzm, świeckość – pojęcie powszechnie definiowane jako koncepcja braku integracji lub współzależności religii z publicznymi sprawami społeczeństwa. Często jest wiązany z okresem oświecenia w Europie i odgrywa główną rolę w społeczeństwach Zachodu. Idee rozdziału Kościoła od państwa i laickości wiele czerpią z sekularyzmu - idei stwierdzającej, że jest możliwy świat bez Boga. Antonimem sekularyzmu jest teokracja.

## Definicja
Sekularyzm ma różne znaczenia w zależności od kontekstu:
1. W filozofii oznacza on iż jednostka może żyć najlepiej stosując etykę, a wszechświat może być najlepiej rozumiany przez wnioskowanie, bez odwoływania się do bogów lub zjawisk nadprzyrodzonych.
2. W sensie politycznym jest to dążenie do wprowadzenia zasady rozdziału religii od państwa, lub gdy taki rozdział jest już faktem, oznacza on dążenie do jego utrzymania.
3. W sensie społecznym jest to dążenie do usunięcia wpływu wszelkich ruchów religijnych na przemiany społeczne takie jak zmiany w obyczajowości, ogólnie uznanych norm moralnych itp.
4. W sensie socjologicznym sekularyzmem nazywa się zjawisko zanikania religijności jak np. zmniejszanie się liczby osób stale uczęszczających do kościołów.

## Etyka sekularyzmu
Sekularyzm jest często przedmiotem zaciętej krytyki ze strony środowisk kościelnych. Dzieje się tak przypuszczalnie z powodu jego błędnej interpretacji jako procesu odejścia od wierności wartościom etycznym niesionym przez różne religie. W ujęciu ekonomii religii, sekularyzm jest jednakże próbą odejścia od dogmatu jednej religii (często wcześniej mającej status religii państwowej w danym kraju). Jest on próbą ustanowienia systemu nie opartego na konkretnej religii, a jedynie na konkretnych wartościach etycznych, zwykle z tych religii się wywodzących, oraz otwartego na wartości niesione przez nowe religie i prądy filozoficzne. 
Sekularyzm powoduje, że 'res publica' jest wspólnym systemem dla osób wywodzących się z różnych religii, a wartości na jakich dany ustrój jest oparty, jedynie nie są jednoznacznie określone odnośnie do ich religijnego rodowodu, choćby z tego powodu że takie określenie mogłoby wywołać spory (wiele wartości etycznych jest wspólnych dla większości religii) oraz marginalizować wyznawców tych wierzeń, które nie mają statusu dominującego. Twórcą tzw. sekularyzmu angielskiego był George Holyoake.

## Świeckie społeczeństwa
W religioznawstwie wiele społeczeństw Zachodu jest obecnie definiowanych jako świeckie. Normą w nich jest całkowita dowolność praktyk religijnych, lub też wybór nieprowadzenia żadnych praktyk religijnych, z niewielkimi tylko sankcjami społecznymi. Na Zachodzie religia nie dyktuje decyzji politycznych, ale stanowiska moralne mające swe źródła w religiach mają wciąż silną pozycję w niektórych krajach, jak np. w USA. W innych krajach, jak na przykład Francja (zobacz laicyzm) religie są uważane za pozostające bez wpływu na główny nurt życia politycznego. Wpływy religijne są także zwykle zminimalizowane w sferze publicznej, a religia nie ma już takiego wpływu na życie publiczne jak miała kiedyś. Zgodnie z artykułem 10 ustawy z dnia 17 maja 1989 r. o gwarancjach wolności sumienia i wyznania Rzeczpospolita Polska jest państwem świeckim, neutralnym w sprawach religii i przekonań.

## Świeckie religie
Świeckie religie to takie, które odrzucają istnienie boskiego autorytetu religijnego, objawienie, jednocześnie zaś chcą zachować charakterystyczną dla danej religii tożsamość kulturową. Przykładem jest tutaj judaizm humanistyczny.